# جورج برتون (بازیکن فوتبال، زاده ۱۸۷۱)
جورج برتون (انگلیسی: George Burton؛ 10 September 1871 – ۱۹۴۴ (۷۲−۷۳ سال)) بازیکن فوتبال بود.
از باشگاه‌هایی که در آن بازی کرده‌است می‌توان به باشگاه فوتبال استون ویلا اشاره کرد.